# سعيد باعطيه
سعيد باعطيه مواليد 23 سبتمبر 2000 في جدة، هو لاعب كرة قدم سعودي يلعب في نادي الفتح كظهير أيمن.

## مسيرة اللاعب
كانت بداياته مع النادي الأهلي في الفئات السنية و لعب بعدها مع نادي الأنصار ونادي جدة و انتقل إلى نادي الفتح في صيف 2023.

## روابط خارجية
- سعيد باعطيه على موقع Soccerway.com (الإنجليزية)